# Convention européenne sur la nationalité
Ne pas confondre avec la Convention sur la réduction des cas de pluralité de nationalités et sur les obligations militaires en cas de pluralité de nationalités.
La Convention européenne sur la nationalité du Conseil de l'Europe a été ouverte à signature et ratification le 6 novembre 1997.

## Adoption, signature et ratification

### Processus général
La convention a été conclue et signée le 6 novembre 1997, à Strasbourg, en France. Tous les États membres du Conseil de l'Europe l'ont signée, sauf la Croatie, la France, l'Italie, la Lettonie, Malte, la Pologne et la Russie. La convention est entrée en vigueur le 1er mars 2000.
Le 27 mai 1998, la Slovaquie devient le premier pays a ratifier la convention et le dernier pays à l'avoir fait est le Luxembourg, le 19 septembre 2017.
Les États qui ont ratifié la Convention sont juridiquement liés par ses dispositions une fois qu'elle est entrée en vigueur.

Participation à la Convention.
Signée et ratifiée
Uniquement signée
Pas signée (État membre)
Pas signée (État non-membre)

| Signataire         | Signature  | Ratification | Entrée en vigueur |
| ------------------ | ---------- | ------------ | ----------------- |
| Albanie            | 07/05/1999 | 11/02/2004   | 01/06/2004        |
| Allemagne          | 04/02/2002 | 11/05/2005   | 01/09/2005        |
| Autriche           | 06/11/1997 | 17/09/1998   | 01/03/2000        |
| Bosnie-Herzégovine | 31/03/2006 | 22/10/2008   | 01/02/2009        |
| Bulgarie           | 15/01/1998 | 02/02/2006   | 01/06/2006        |
| Croatie            | 19/01/2005 |              |                   |
| Danemark           | 06/11/1997 | 24/07/2002   | 01/11/2002        |
| Finlande           | 06/11/1997 | 06/08/2008   | 01/12/2008        |
| France             | 04/07/2000 |              |                   |
| Grèce              | 06/11/1997 |              |                   |
| Hongrie            | 06/11/1997 | 21/11/2001   | 01/03/2002        |
| Islande            | 06/11/1997 | 26/03/2003   | 01/07/2003        |
| Italie             | 06/11/1997 |              |                   |
| Lettonie           | 30/05/2001 |              |                   |
| Luxembourg         | 26/05/2008 | 19/09/2017   | 01/01/2018        |
| Macédoine du Nord  | 06/11/1997 | 03/06/2003   | 01/10/2003        |
| Malte              | 29/10/2003 |              |                   |
| Moldavie           | 03/11/1998 | 30/11/1999   | 01/03/2000        |
| Monténégro         | 05/05/2010 | 22/06/2010   | 01/10/2010        |
| Norvège            | 06/11/1997 | 04/06/2009   | 01/10/2009        |
| Pays-Bas           | 06/11/1997 | 21/03/2001   | 01/07/2001        |
| Pologne            | 29/04/1999 |              |                   |
| Portugal           | 06/11/1997 | 15/10/2001   | 01/02/2002        |
| République tchèque | 07/05/1999 | 19/03/2004   | 01/07/2004        |
| Roumanie           | 06/11/1997 | 20/01/2005   | 01/05/2005        |
| Russie             | 06/11/1997 |              |                   |
| Slovaquie          | 06/11/1997 | 27/05/1998   | 01/03/2000        |
| Suède              | 06/11/1997 | 28/06/2001   | 01/10/2001        |
| Ukraine            | 01/07/2003 | 21/12/2006   | 01/04/2007        |

## Contenu

### Dispositions principales
La convention pose en principe général que «chaque individu a droit à une nationalité» et que « l'apatridie doit être évitée» (art. 4).
Les États doivent attribuer leur nationalité aux enfants de leurs ressortissants et aux apatrides nés sur leur territoire (art. 6-1 et 6-2) et favoriser l'acquisition de leur nationalité pour les membres de famille de leurs ressortissants ou les personnes résidant sur leur territoire (art. 6-3 et 6-4).
Les États peuvent retirer sa nationalité à un ressortissant dans divers cas, à condition qu'il n'en devienne pas apatride (art. 7 et 8).

### Sources et bibliographie
- « Etat des signatures et ratifications du traité », sur Conseil de l'Europe, Bureau des Traités (consulté le 19 septembre 2017)  : document utilisé comme source pour la rédaction de cet article.